# رايخسجاو غدانسك بروسيا الغربية
رايخسجاو غدانسك بروسيا الغربية (بالألمانية: Reichsgau Danzig-Westpreussen)‏ كانت مقاطعة ألمانية نازية تم إنشاؤها في 8 أكتوبر 1939 من الأراضي المضمومة لمدينة دانزيج الحرة، ومحافظة بوميرانيا الكبرى ( الممر البولندي )، و Regierungsbezirk West Prussia لجاو بروسيا الشرقية.
قبل 2 نوفمبر 1939 ، كان رايخسجاو يسمى رايخسجاو بروسيا الشرقية أو شرق بروسيا.  على الرغم من أن الاسم يشبه اسم مقاطعة بروسيا الغربية قبل عام 1920، إلا أن المنطقة لم تكن متطابقة. على عكس المقاطعة البروسية السابقة، شمل رايخسجاو منطقة Bromberg ( بيدغوشتش ) في الجنوب وافتقر إلى منطقة Deutsch-Krone ( Wałcz ) في الغرب.
كانت عاصمة المقاطعة دانزيج ( غدانسك )، وكان عدد سكانها بدون المدينة (في عام 1939) 1،487،452. كانت منطقة المحافظة 26،056   كم 2 ، 21.237   كم 2 تم ضمها أراضي دانزيغ وPomerelian.  خلال فترة وجود الرايخسجاو القصيرة، تعرض البولنديون واليهود في تلك المنطقة من قبل ألمانيا النازية للإبادة بصفتهم «دون البشر».

## الإدارة
تم تقسيم Danzig-West Prussia إلى ثلاث مناطق حكومية ( Regierungsbezirk ) ، مع عواصم برومبرغ، Danzig وكفيدزن ‏. 
- مقاطعة Berent
- دانزيج لاند (ريف)
- Danzig-Stadt City
- Dirschau
- Elbing-Land (المناطق الريفية)
- الجدير فيردر
- كارتهاوس
- نويشتات
- مقاطعة زوبوت سيتي (منفصلة عن نيوشتاد)

الرؤساء الحاكمون / Regierungspräsidenten:
- 1940–1943 - فريتز هيرمان
- 1943–1945 - ألبرت فورستر